# Генрі Міллер
Генрі Міллер (англ. Henry Miller, нар. 26 грудня 1891, Нью-Йорк, США — 7 червня 1980, Каліфорнія, США) — американський письменник.

## Біографія

### Ранні роки
Народився 26 грудня 1891 у Нью-Йорку, який тоді був лише четвертим за розмірами в Америці. Його батьки — Генрі та Луїза Міллер — мали німецьке коріння. Батько, як і дід, був шевцем і мав власну майстерню, де свого часу працював і сам письменник. Попри те, що батьки належали радше до дрібної буржуазії, вони заохочували сина до навчання. Він, хоч був неспокійною дитиною, зате любив читати, зокрема пригодницьку літературу. Пошук нового світу, за яким стежив Міллер на сторінках книжок, відбився на усій творчості митця.
Незважаючи на прихильне ставлення батьків до синового захоплення книжками, родичі бачили його майбутнє все-таки пов'язаним із родинною справою, тим паче, що молодша сестра Генрі, Лоуретта, була неповносправною від народження. Однак їхні очікування не здійснилися.
Коли 1909 р. Міллер закінчує середню школу, то за порадою вчителя німецької подається на стипендію університету Корнелл, якої не отримує. Проте він відвідує міський коледж, де знайомиться з сучасною йому філософією, і відкриває для себе містицизм мови, силу її виражальності.
Першою дружиною Генрі Міллера стає Пауліна Шато, на 13 років старша, ніж сам Міллер. Із часом ця приваблива, але малоосвічена жінка, починає втомлювати його. До цього долучається ще й нудна робота клерком. Не дивно, що незабаром Генрі Міллер переїжджає до Каліфорнії, сказавши, що їде вступати в університет.

### Юність
У Каліфорнії Міллер займається збором цитрусових. У цей період життя починається його захоплення теософією, містикою, езотерикою. Він знайомиться із творами О. Блавацької, Р. Штайнера та основами анархізму. Саме тоді формується Міллерове розуміння індивіда як самодостатньої особистості, якій чужий нав'язаний їй трансцендентний досвід. Щоб знайти внутрішнє «я», потрібно звільнитися від інституцій держави та інтелектуалізованої освіти.
Незабаром Міллер повертається до Нью-Йорка. Він працює в батьківській фірмі й чимало уваги присвячує самоосвіті. В його життя входять твори Мілля, Бергсона, Бакуніна, Драйзера, Шоу. Великий вплив на становлення його світогляду мала й особиста зустріч з Еммою Голдман, яка говорить про сексуальну свободу й відкриває йому творчість Вітмена.
У 1914–1915 рр. Міллер розпочинає навчатися гри на фортепіано та знайомиться із Беатріс Вікенс, вчителькою музики, з якою одружується 1917 р. На період їхнього сімейного життя припадає і перший літературний досвід Генрі Міллера. У пошуках заробітку він публікує короткі історії у журналах (1919 р.).
Він змінює роботу за роботою, аж доки не наймається кур'єром у «Вестерн Юніон», де розносить телеграми (1920–1923 рр.). Робота його, очевидно, не задовольняє, хоча він швидко досягає кар'єрних успіхів. Генрі Міллер усвідомлює всю жалюгідність механізованого, чітко продуманого життя, далекого від спонтанності реального. Тому, коли його тодішній роботодавець пропонує написати роман «на прославлення Америки», Міллер пише 12 історій, які кидають виклик американській мрії. Ці історії склали неопублікований роман «Підрізані крила».
Може видатися дивним, але одного разу Генрі Міллера застукали у сквері за читанням Джойсового «Улісса», а поруч лежав мішок нерознесених телеграм. Міллер відбувся штрафом.

### «Паризькі» роки
До повноцінного літературного життя Генрі Міллера спонукає його нова пасія, а згодом і дружина — Джун Едіт Сміт, танцівниця на Бродвеї, де вони, власне, й познайомилися у 1923 р. Джун Едіт Сміт, народжена, до речі, на Буковині, яка того часу входила до складу Австро-Угорської імперії, стала фатальною жінкою для Генрі Міллера. Переконана в талановитості Міллера-письменника, вона наполягала на тому, аби той покинув роботу й займався творчістю, а вона дбала про гроші. Джун, скажімо, продавала «Mezzotints», серію Міллерових коротких ескізів, підписаних «Джун Е. Менсфілд». Коли ж один із її залицяльників запропонував поїздку до Європи за завершений твір, Міллер написав ще учнівський роман «Молох» і разом із Джун поїхав до Парижа.
Поїздка Міллера до Парижа у 1928—1929 рр. була непродуктивна в письменницькому плані (Міллер здебільшого малював акварелі), але все-таки важлива. Він познайомився з фотографом Брассаєм, із Конрадом Моріканом — знаменитим хіромантом та астрологом, із творчістю сюрреалістів. Урешті, Міллер вирішив переїхати до Парижа, але ще повернувся Нью-Йорка, де працював над романом «Божевільний півень» — історією Джун Сміт та Джин Кромські. Намір переїхати Міллер втілив у 1930 р. (щоправда, без Джун). Поступово він входить у літературне життя Франції, хоча радше на правах маргінала.
Міллер запізнався з художницею Анаїс Нін, яка відкрила йому психоаналіз у викладі Отто Ранка. Інтерес Міллера до психології на короткий період 1936 р. повернув його до Нью-Йорка для роботи аналітиком, але, що важливіше, це допомогло йому зрозуміти своє минуле й себе.
Анаїс Нін підсунула Міллерові нове читво — «У пошуках втраченого часу» Пруста, твори Девіда Лоуренса — тексти, знакові у подальшому творчому житті Генрі. Саме у цей час він викладає у школі м. Діжон і працює над першим повнокровним романом «Тропік Рака» (1934). Текст роману він надсилає Т. С. Еліоту, Е. Павндові, Дж. Орвеллу, який і написав перше есе про творчість Генрі Міллера.
На 1936 р. помешкання Міллера, вілла Серра, стало осердям мистецького кола, до якого долучився Лоренс Даррелл, друг й однодумець Міллера.
Закінчення роботи над «Тропіком Козерога» ознаменувало початок спаду літературної діяльності. Міллер занурився в духовну літературу (астрологію, дзен, теософію). На початку Другої світової війни він виїхав на грецький острів Корфу до Лоренса Даррела. Простота землі й моря, грецька тиша у Греції полонили Міллера, людину міську. Генрі Міллер тут знайшов свій ідеал і сили для подальшої творчості. Він пише роман «Колос Марусійський» (1940), де зазначає, що в Греції знайшов нову мету життя: не бути письменником, а просто бути.
Повернувшись в Америку в 1940 р., Міллер продовжив свою автобіографічну сагу, але його основним здобутком стало «Милостиве розп'яття», написане у 1942—1959 рр., де він намагався охопити невловні відносини з Джун. Більшість його робіт цього періоду — це наукова література. На замовлення Doubleday Міллер і художник Авраам Раттнер мандрували США у 1940-41 рр. Підсумком подорожей стала книга «Аерокондиціонований жах» (1945), яка мала неймовірний успіх. У ній письменник зауважував, що американська мрія, відома поколінню Міллера, — це зіпсований європейським спадком варіант того, про що говорили Торо та Емерсон. Усе зле в Америці — від Європи, яка позбавляє можливості дорівнятися до себе самого.
У 1942 р. Міллер переїхав до Каліфорнії, оселившись у Біг-Сур в 1944 р. Він знову опинився в центрі кола художників і письменників, про яке громадськість заговорила після статті «Секс та анархія у Біг-Сур» (1947 р.) у журналі Harpers. Життя, однак, не було медом для Міллера. Він, як і раніше, жив у злиднях, продаючи свої акварелі, жебракуючи у друзів. У 1944 р. він одружився зі своєю третьою дружиною, Яніною М. Лепською, яка намагалася внести лад у його життя, але покинула його в 1948 р. Вона й Конрад Морікан, Міллерів паризький знайомий-астролог, були покарані як «дияволи» у розповіді про життя в Біг-Сур «Біг-Сур і апельсини Ієроніма Босха» (1957).
У 1953 р. Міллер одружився з Євою МакКлюр, але цей шлюб протривав до 1962 р., а в 1967 р. — з Хіроко Токуда, двадцятишестирічною джазовою співачкою з Токіо, з якою розлучився в 1969 р. Його останнє кохання описане у творі «Безсоння, або Диявол на волі» (1970). Створив він і серію акварелей із такою назвою.
Останні свої дні Генрі Міллер провів у Pacific Palisades, Каліфорнія у матеріальному добробуті, забезпеченому коштами від знятих за його творами фільмів. Інтерес до постаті й творчості дещо згас наприкінці 60-х рр. під впливом поширених тоді ідей фемінізму, який засуджував фалоцентризм, мачизм, зведення жінки до геніталій у міллерівському світі.

## Літературна творчість

Книги Генрі Міллера

Обкладинка роману «Тропік Козерога»

Книги Міллера з їхнім відвертим сексуальним описом розхитали рамки американського літературного реалізму. Секс був для Міллера засобом пізнання світу. Використання непристойності, яка так обурювала пуританську свідомість, означало повстання проти тієї культури, яка таку свідомість породжувала. Світ Міллера через те часто сповнений гротескних персонажів, що живуть на периферії суспільства. Міллер не дає рятівної візії (реальність завжди залишається трохи туманною в його прозі), але критикує сучасне йому зубожіле духовне життя.
«Тропік Рака»

Роман «Тропік Рака»

Цей перший повнокровний роман, опублікований у 1934 р., приніс авторові гучну славу, яка йшла попереду його творів і створила йому репутацію такого собі легковажного ловеласа. Тому може видатися дивним відшуковування якихось прихованих сенсів чи перегуків у цьому творі, хоча там вони, як і у кожному більш-менш цікавому тексті, безперечно, є.
Сюжет твору має автобіографічне підґрунтя, хоча не можна нехтувати і значною мірою явленою тут художньою уявою. Як зізнається згодом вісімдесятичотирилітний Генрі Міллер в одному з інтерв'ю, твір «І сходить сонце» Ернеста Хемінгвея (1926) став спонукою для його подорожі до Парижа, Мекки митців.
В одному з листів до фотографа Брассаї Міллер так пояснив назву книжки: рак символізує хворобу цивілізації, кінцеву точку на неправильному шляху й потребу радикальної зміни курсу.
Париж — це і спонука, і тло для розповіді. Париж наратор називає повією: він «чудовий» на відстані, а при наближенні порожній і відразливий. Сюжет розгортається як щира й напружена сповідь головного та одного з небагатьох персонажів-чоловіків Генрі. Жіночих персонажів натомість у творі значно більше, однак вони не мають виразного характеру. Зі зникненням Мони — дружини Генрі — жінку репрезентують тільки її статеві органи. Текст, власне, й починається з возз'єднання Генрі з Моною, хоч і нетривалого. Париж з його повіями (яким відведено чимала частина прози) заступає Мону і вказує на крах романтичних ідеалів. До того ж, паризьке оточення висуває значно менше вимог до його внутрішньої сутності. Перебування в Парижі — така собі форма саморуйнування.
Генрі, голодний і нерідко без копійки в кишені, втішається своїм стражданням; воно підтверджує його відчуття світу як «гнилої раковини». Персонажем, що контрастує з Міллером як у його стосунках із жінками, так і самоусвідомленні, є Ван Норден, невротичний егоїст, який використовує жінок, намагаючись забути про себе, й уособлює той світ, де пристрасть розмежована із сексом. Філмор — інший антагоніст Міллера; як типовий американський емігрант, він шукає у Франції вина, жінок та пісень. Міллер допомагає йому втекти від Джинет, і Філмор повертається в Америку розчарованим.
Натомість самого Генрі навряд чи можна назвати розчарованим. Увесь текст постає як його спроба бути самим собою. Це опосередковано підтверджує й домінантна метафора «Тропіку Рака» — річка, яка тече і змінюється, на відміну від застарілих концепцій та умовностей сучасної цивілізації. Доволі виразно про це заявляє сам Генрі: «Я не прошусь назад в Америку, щоб мене знову скували шлюбними путами й поставили до конвеєра. Я надаю перевагу тому, щоб бути бідною людиною в Європі. Як бачите, я достатньо бідний. Залишається бути людиною і далі». Генрі чужа меркантильність, уособлювана Америкою: сенс матеріального добробуту нівелюється, якщо він не підкріплюється людяністю.
«Тропік Козерога»
Цей роман — своєрідний коментар на філософському рівні до описаного у «Тропіку Рака».
Дія твору розгортається у Нью-Йорку як історія пробудження від переситу стражданнями і пороками. Головний персонаж тексту, працівник телеграфної компанії, намагається абстрагуватися від свого колишнього життя і стати ангелом, «чистим і нелюдським», повністю зосередженим на своїй ментальній суті. Це історія того, хто немовби прокинувся від жаху історії й чиїми натхненниками є праці Д. Г. Лоуренса, Ф. Достоєвського, друг і, звісно, «Вона», Мара.
Америка — це «вигрібна яма духу»; її фактичне багатство і щастя вдавані. Скрізь, проте, спостерігається нелюдське ставлення людини до людини. Це пекло представляє зокрема філія «Cosmodemonic» (або «Cosmococcic») та її працівники: Карнахан, Дейв Олінскі, Клаузен, Шульдіг. Єдиним виходом бачиться мистецтво.
Важливим для розуміння психології персонажа здається його дитячий спогад, коли тітка давала йому товстий шматок житнього хліба. Натомість у дорослому віці ці відчуття нівельовано. Добування хліба стає значно важливішим за смакування ним.
Інший аспект загнивання — сексуальна реактивність, еротична утопія. Це нагадує радше стан загального божевілля. Секс зрештою розчаровує Міллера, мислення «через пеніс» веде в нікуди. Весь роман можна назвати глибоко асексуальним. Потрібна не та сексуальність, в якій людина стверджується, а та, в якій навпаки вивільняється.
Невипадково сюжетна лінія заторкує так звану справжню любов. Знайомство у танцювальному залі з Марою перевертає життя головного персонажа та змінює його ідентичність. Тут увиразнюються перегуки з претекстами роману та думками про чоловічий і жіночий первні, висловленими в них. Жінка — цілковита матеріальність (праці О. Венінгера), носій несвідомого, простиставленого чоловічому первню — носієві свідомого (Моллі Блум із Джойсового «Улліса»). Жінка здатна відчути й пізнати безмежність (Ж. Батай, Лакан), а момент доторку до неї чоловіка є моментом самонародження, тобто пробудженням через жінку.
У фіналі тексту виринає гробниця, в якій поховали б і Мару, і Готфріда Леберехта Мюллера, який належав їй. Мара стала Беатріче, яка привела його до раю уяви. Мова, використана для опису Мари, вказує, що вона може насправді представляти несвідоме життя, життя, саме існування якого заперечує Америка. Разом із Марою внутрішнє й зовнішнє «я» урівноважені.
Творчість Міллера перевершує враження від самої особистості, хоч би яка непересічна вона була. Як і Волт Вітмен, він розширює рамці американської літератури, демократизує її. Крім того, незаперечний його вплив на Лоренса Даррелла й покоління бітників 1950-х рр. — Джека Керуака, Аллена Гінзберга, Лоуренса Ферлінгеттіа, Грегорі Корсо. Вплив Міллера можна виявити у багатьох текстах повоєнної американської літератури, зокрема у змішуванні розмовної, сюрреалістичної, непристойної, фантастичної риторики. Зізнання Міллера репрезентують голос відчуженої людини, яка попри всі труднощі впевнена у власній людяності.
Пошуки Міллера спрямовувалися на скорочення розриву між мистецтвом і життям. Він намагався дати своє бачення дійсності, переломленої через власний досвід.

## Доля творів
Коли Міллер у 1940 р. повернувся у США, там було видано тільки «Космологічні очі» (1939) та серію уривків із «Макса і білі фагоцити» (1938). Решту творів було визнано занадто непристойною для публікації.
У Франції «Тропік Рака» і «Тропік Козерога» заборонили в 1946 р., а Міллера засудили як порнографа. Після протестів французьких письменників цю постанову скасовано, але в 1950 р. «Сексус» заборонено у Франції, а в 1957 р. був засуджено як непристойний у Норвегії.
Коли «Тропік Рака» нарешті опублікували у Сполучених Штатах (1961 р.), проти Міллера і його роману було порушено понад шістдесят справ. Книгу дозволили тільки після рішення Верховного суду в 1965 р.
Обурення з приводу непристойності текстів на тривалий час завадило неупередженій оцінці заслуг Міллера. До цього спричинилася також його репутація клоуна і сатира. Зухвалий плювок в обличчя мистецтва в першій успішній книзі «Тропік Рака» спонукав критиків означити її як «антилітературу».
Першу і єдину нагороду за літературні твори отримав у 1970 р. у Неаполі. Тоді була відзначена книга «Замри як колібрі».

## Живопис

Генрі Міллер за роботою

Генрі Міллер почав писати картини раніше, ніж літературні твори, — після того, як у вітрині універмагу Брукліна побачив репродукції Тернера. Незадовго Міллер зрозумів, що йому бракує креслярських навичок, які він компенсував щедрою колористикою та цікавою композицією. Загалом він створив близько 3000 картин, значна частина яких неодноразово виставлялася у художніх галереях.
За все своє життя Міллер продав лише кілька картин. Частіше він обмінював їх на акварельні фарби у Нью-Йорку, чашечку кави у Парижі, їжу та одяг у Біг-Сурі, а здебільшого дарував друзям.
Генрі Міллер також описав своє творіння акварелей: «Малювати означає любити знову» (1960 р.), «Ангел — мій водяний знак» (есе з акварелями) (1962 р.).

## Творчий спадок
- «Молох» (написано 1927 р., опубліковано посмертно 1992 р.).
- «Божевільний півень» (написано у 1928–1930 рр., опубліковано посмертно 1991 р.).
- «Тропік Рака» (1934 р.).[7]
- «Листи Альфа» (1935 р.).
- «У Нью-Йорк із поверненням» (1935 р.).
- «Чорна весна» (1936 р.).
- «Макс і білі фагоцити» (1938 р.).
- «Тропік Козерога» (1939 р.).
- «Гамлет. Листування з Майком Френкелем» (Т. 1) (1939 р.).
- «Гамлет. Листування з Майком Френкелем» (Т. 2) (1941 р.).
- «Космологічне око» (1939 р.).
- «Світ сексу» (1940 р.).
- «Під дахами Парижа» (написано 1941 р., опубліковано посмертно 1983 р.).
- «Колос Марусійський» (1941 р.).
- «Мудрість серця» (1941 р.).
- «Неділя після війни» (1944 р.).
- «Видимість таємничого минулого» (1944 р.).
- «Ехолалія» (1945 р.).
- «Чому абстрактність?» (1945 р.).
- «Аерокондиційований жах» (1945 р.).
- «Маврицій назавжди» (1946 р.).
- «Пам'ятати, щоб пам'ятати» (Друга частина «Аерокондиційованого жаху») (1947 р.).
- «Нічне життя» (1947 р.).
- «Усмішка на підніжжі драбини» (1948 р.)
- «Сексус» (Перша книга трилогії «Милостиве Розп'яття») (1949 р.).
- «Відблиск акварелей» (1950 р.).
- «Книжки в моєму житті» (1952 р.).
- «Плексус» (Друга книга трилогії «Милостиве Розп'яття») (1953 р.).
- «Тихі дні в Кліши» (1956 р.).
- «Згадує і роздумує Генрі Міллер» (аудіозапис) (1956 р.).
- «Час найманих убивць. Студія про Рембо» (1956 р.).
- «Диявол у раю» (1956 р.).
- «Біг Сур та апельсини Ієроніма Босха» (1957 р.).
- «Червоний записник» (1958 р.).
- «Знову в Барселоні» (1959 р.).
- «Нексус» (Третя книга трилогії «Милостиве Розп'яття») (1960 р.).
- «Малювати означає любити знову» (1960 р.).
- «Ангел — мій водяний знак» (есе з акварелями) (1962 р.).
- «Замри як колібрі» (1962 р.).
- «Не знаю, що робити з Гаррі» (1963 р.).
- «Греція» (1964 р.).
- «Безсоння, або Диявол на волі» (1970 р.).
- «Перші враження про Грецію» (1973 р.).
- «Роздуми про Мавриція: скромна оцінка великої книжки» (1974 р.).
- «Генрі Міллер: книга друзів» (1976 р.).
- «Секстет» (1977 р.).
- «Мій велосипед та інші друзі» (1978 р.).
- «Джої: любовний портрет Альфреда Перле та деякі химерні епізоди щодо протилежної статі» (1979 р.).

## Видання українською
- Тропік Рака / Переклад з англійської Гєника Бєлякова.  – Komubook, 2020

- Тихі дні в Кліші / Переклад з англійської Павло Шведа.  – Komubook, 2020

## Інтерв'ю з Генрі Міллером
- Вечеря з Генрі Міллером (1979) — http://ubu.com/film/miller_dinner.html [Архівовано 20 травня 2011 у Wayback Machine.]
- Інтерв'ю, записані у різний час 50-60-ті рр. http://www.ubu.com/sound/miller.html [Архівовано 3 лютого 2021 у Wayback Machine.]
- Henry Miller Asleep and Awake http://www.youtube.com/watch?v=XPJmm4_rcSU [Архівовано 10 січня 2012 у Wayback Machine.]

## Сайти, присвячені творчості
- http://doctorhugo.org/henry/miller.html [Архівовано 6 грудня 2011 у Wayback Machine.]
- http://www.henrymiller.org/ [Архівовано 4 жовтня 2016 у Wayback Machine.]
- http://www.henrymiller.info/ [Архівовано 24 вересня 2011 у Wayback Machine.]
- https://web.archive.org/web/20060831034437/http://www.millergenry.org.ru/

## Фільмографія
- «Генрі і Джун» (1990).
- «Тихі дні в Кліши» (1970, 1990).
- «Тропік Рака» (1970).